# 现代物理评论
《现代物理评论》（英語：Reviews of Modern Physics），美国物理学会所属的物理学类刊物，创刊于1929年。杂志使用英语。ISSN号为0034-6861。该杂志第一期的第一篇论文是雷蒙德·伯奇的论文"Probable Values of the General Physical Constants"。